# Węgój (jezioro)
Węgój (niem. Wengoyer See) – jezioro w Polsce, w województwie warmińsko-mazurskim, w powiecie olsztyńskim, w gminie Biskupiec.

## Położenie i charakterystyka
Według regionalizacji fizycznogeograficznej Polski jezioro znajduje się na Pojezierzu Mrągowskim. Również w regionalizacji przyrodniczo-leśnej jezioro leży w mezoregionie Pojezierza Mrągowskiego, w dorzeczu Dymer–Pisa–Wadąg–Łyna–Pregoła. Znajduje się w kierunku północno-wschodnim od Olsztyna, 5 km na północ od Biskupca. Nad północno-wschodnimi brzegami akwenu leży wieś Węgój. Od strony wschodniej wpływa ciek wodny z Jeziora Stryjewskiego, na zachodzie wypływa ciek o nazwie Czerwonka lub Węgojska Struga kierując wody w kierunku jeziora Dadaj. W systemie gospodarki wodnej stanowi jednolitą część wód powierzchniowych „Węgój” o międzynarodowym kodzie PLLW30413.
Linia brzegowa rozwinięta w stopniu średnim. Zbiornik wodny leży w otoczeniu lasów, w przeważającej części iglastych – na południu, a także pól i łąk. Brzegi zróżnicowane – na północy i wschodzie pagórkowate, gdzieniegdzie strome, w pozostałych kierunkach łagodne. Dno muliste.
Zgodnie z typologią abiotyczną zbiornik wodny został sklasyfikowany jako jezioro o wysokiej zawartości wapnia, o dużym wypływie zlewni, niestratyfikowane, leżące na obszarze Nizin Wschodniobałtycko-Białoruskich (6b).
Zbiornik wodny według typologii rybackiej jezior zalicza się do linowo-szczupakowych.
Jezioro leży na terenie obwodu rybackiego jeziora Dadaj nr 27.

## Morfometria
Według danych Instytutu Rybactwa Śródlądowego powierzchnia zwierciadła wody jeziora wynosi 53,7 ha. Średnia głębokość zbiornika wodnego to 2,1 m, a maksymalna – 6,0 m. Lustro wody znajduje się na wysokości 151,6 m n.p.m. Objętość jeziora wynosi 1124,5 tys. m³. Maksymalna długość jeziora to 1390 m, a szerokość 690 m. Długość linii brzegowej wynosi 3950 m.
Inne dane uzyskano natomiast poprzez planimetrię jeziora na mapach w skali 1:50 000 opracowanych w Państwowym Układzie Współrzędnych 1965, zgodnie z poziomem odniesienia Kronsztadt. Otrzymana w ten sposób powierzchnia zbiornika wodnego to 41,0 ha, a wysokość bezwzględna lustra wody to również 151,6 m n.p.m.
Według danych Urzędu Miasta Biskupiec powierzchnia wynosi 54,97 ha.

## Przyroda
W skład pogłowia występujących ryb wchodzą m.in. szczupak, leszcz, płoć, okoń i sandacz. Roślinność przybrzeżna porasta brzegi w sposób regularny, kępowy, dominuje trzcina, pałka wąskolistna i sitowie. Wśród roślinności zanurzonej i pływającej, bujniejszej w północnej części, przeważają rdestnica pływająca, grzybień, grążel i ramienice.
Jezioro leży na terenie Obszaru Chronionego Krajobrazu Doliny Symsarny o łącznej powierzchni 19 242,16 ha.